# Законопроекты по запрету пропаганды гомосексуализма на Украине
Законопроекты по запрету пропаганды гомосексуализма на Украине (укр. Законопроєкти про заборону пропаганди гомосексуальності в Україні) — серия законопроектов, вносившихся в 2011—2012 годах на рассмотрение Верховной рады, большинство из которых были сняты с рассмотрения или отозваны самими авторами. Тем не менее, проект закона «О внесении изменений в некоторые законодательные акты относительно защиты прав детей на безопасное информационное пространство», предложенный Евгением Царьковым, был принят парламентом Украины 2 октября 2012 года в первом чтении. Однако последующие чтения этого законопроекта не проводились. По мнению некоторых экспертов, с помощью этих инициатив политики пытались использовать гомофобские настроения, распространенные в украинском обществе, с целью получить поддержку наиболее консервативных избирателей на парламентских выборах осени 2012 года.
В результате политического кризиса в стране последующее рассмотрение документа неоднократно откладывалось, а после формирования парламента нового VIII созыва законопроект более не был перенесён в новую повестку дня.

## Законодательные инициативы

### Законопроект Царькова
Проект № 8711 закона «О внесении изменений в некоторые законодательные акты относительно защиты прав детей на безопасное информационное пространство» (укр. Закон про внесення змін до деяких законодавчих актів щодо захисту прав дітей на безпечний інформаційний простір) был внесён в Верховную раду Украины VI созыва 20 июня 2011 года группой авторов, в которую входили Евгений Царьков (фракция Коммунистической партии), Екатерина Лукьянова, Лилия Григорович (блок «Наша Украина — Народная самооборона»), Павел Унгурян («Блок Юлии Тимошенко»), Юлия Ковалевская («Партия регионов»), Тарас Черновол (депутатская группа «Реформы во имя будущего»).
Законопроект № 8711 предусматривал изменения в законе о «Защите общественной морали», согласно которым запрещалось производство и распространение продукции, направленной на пропаганду гомосексуализма. При этом под гомосексуализмом в документе понимались отношения сексуального характера между лицами одного пола. Изменения вносились и в законы «О печатных средствах массовой информации», «О телевидении и радиовещании» и «Об издательском деле» с целью запрета на использование средств массовой информации для пропаганды гомосексуализма.
Документ также вводил уголовную ответственность за ввоз, производство и распространение произведений с пропагандой гомосексуализма наряду с произведениями, пропагандирующими насилие, жестокость, расовую, национальную и религиозную нетерпимость и дискриминацию. Согласно проекту закона, такие деяния должны были наказываться штрафом до 300 необлагаемых налогом минимумов доходов граждан (5100 гривен) или лишением свободы на срок от трех до пяти лет.
Пояснительная записка законопроекта утверждала, что «распространение гомосексуализма» ведёт к распространению ВИЧ-инфекции и эпидемии СПИД, разрушает институт семьи и может привести к демографическому кризису, в связи с чем угрожает национальной безопасности Украины.
Рада VI созыва так и не смогла принять этот законопроект, но 2 октября 2012 года он был принят в первом чтении Радой следующего VII созыва. Документ поддержали 289 депутатов из 350 (при минимально необходимых 226). Законопроект также поддержал председатель Верховной рады Владимир Литвин. В Верховной раде VII созыва законопроект, известный ранее под № 8711, получил однако уже другой номер — № 0945.
В результате политического кризиса в стране рассмотрение законопроекта более не проводилось, а при формировании повестки дня первой сессии нового парламента VIII созыва, избранного 26 октября 2014 года, проект закона больше не был перенесён на новую повестку дня.

### Законопроект Колесниченко
30 марта 2012 года в Верховной раде был зарегистрирован законопроект № 10290 «О запрете направленной на детей пропаганды гомосексуализма» (укр. Закон про заборону спрямованої на дітей пропаганди гомосексуалізму), который был предложен депутатом Вадимом Колесниченко из «Партии регионов».
Документ относил к пропаганде гомосексуализма проведение митингов, парадов, акций, пикетов и демонстраций, целью которых является умышленное распространение любой позитивной информации о гомосексуальности; проведение уроков, тематических бесед, интерактивных игр, воспитательных часов, факультативов, а также распространение в школах любой информации на тему гомосексуальности; распространение в средствах массовой информации сообщений, статей о гомосексуальности или призывов любой формы к «гомосексуальному образу жизни». В то же время, согласно документу, такой пропагандой не считалось распространение идей толерантности по отношению к ЛГБТ, а также проведение митингов, демонстраций и других массовых мероприятий, направленных на борьбу за права ЛГБТ.
За нарушение закона в случае совершения «направленной на детей пропаганду гомосексуализма» законопроектом предусматривались штрафы в размере до 1700 гривен для граждан и 1700-8500 гривен — для юридических лиц. Пропаганда, выражающаяся в публичной демонстрации гомосексуального образа жизни и гомосексуального поведения должна была наказываться штрафом в размере 8500-11900 гривен. Кроме того, законопроект предполагал и уголовную ответственность в виде ареста сроком до 3 лет или лишения свободы на срок от 3 до 5 лет в случае повторения в течение года соответствующих правонарушений.
В июне 2012 года Профильный комитет Верховной рады по свободе слова и информации поддержал законопроект Вадима Колесниченко и рекомендовал парламенту принять его. Тем не менее, согласно данным на сайте Верховной рады, законопроект № 10290 был отозван 12 декабря 2012 года. Однако уже 24 декабря 2012 года Колесниченко вместе со своей помощницей Яной Салминой внесли новый законопроект № 1155 «О запрете направленной на детей пропаганды однополых сексуальных отношений» (укр. Закон про заборону спрямованої на дітей пропаганди одностатевих сексуальних стосунків), который представлял собой доработанную версию старого документа, который так и не дошёл до голосования.
Новая редакция законопроекта использовала уже формулировку «пропаганды однополых сексуальных отношений», под которой понималась «умышленная деятельность, которая имеет целью и (или) выражается в распространении любой позитивной информации об однополых сексуальных отношениях, что может негативно повлиять на физическое и психическое здоровье, нравственное и духовное развитие ребёнка, в том числе, сформировать у него ложные представления о социальной равноценности традиционных и нетрадиционных брачных отношений, а в будущем повлиять на выбор сексуальной ориентации».
3 апреля 2013 года законопроект также поддержали и в Комитете Верховной рады по вопросам законодательного обеспечения правоохранительной деятельности, и он был отправлен на рассмотрение в Верховную раду на первое чтение. Однако 28 февраля 2014 года Верховная рада сняла законопроект Колесниченко с рассмотрения.

### Законопроект Журавского
7 июля 2012 года в Верховную раду был внесён законопроект № 10729 «О внесении изменений в Кодекс Украины об административных правонарушениях относительно установления ответственности за пропаганду гомосексуализма» (укр. Закон про внесення змін до Кодексу України про адміністративні правопорушення щодо встановлення відповідальності за пропаганду гомосексуалізму). Автор законопроекта Виталий Журавский (Партия регионов) предложил ввести штрафы за пропаганду гомосексуальных и бисексуальных отношений, а также трансгендерности.
В законопроекте пропаганда гомосексуализма и трансгендерности определялась как «распространение информации, способной нанести вред моральному и духовному развитию населения, в том числе сформировать искажённые представления о социальной равноценности традиционных и нетрадиционных брачных отношений». Такие действия, согласно законопроекту, должны были наказываться штрафами от 500 до 900 необлагаемых минимумов доходов граждан (8500-15300 гривен).
В октябре 2012 года Журавский подал заявление на отзыв собственного законопроекта. Согласно данным на сайте Верховной рады, законопроект № 10729 был официально отозван 12 декабря 2012 года.

## Реакции на законопроекты

### Поддержка законопроектов

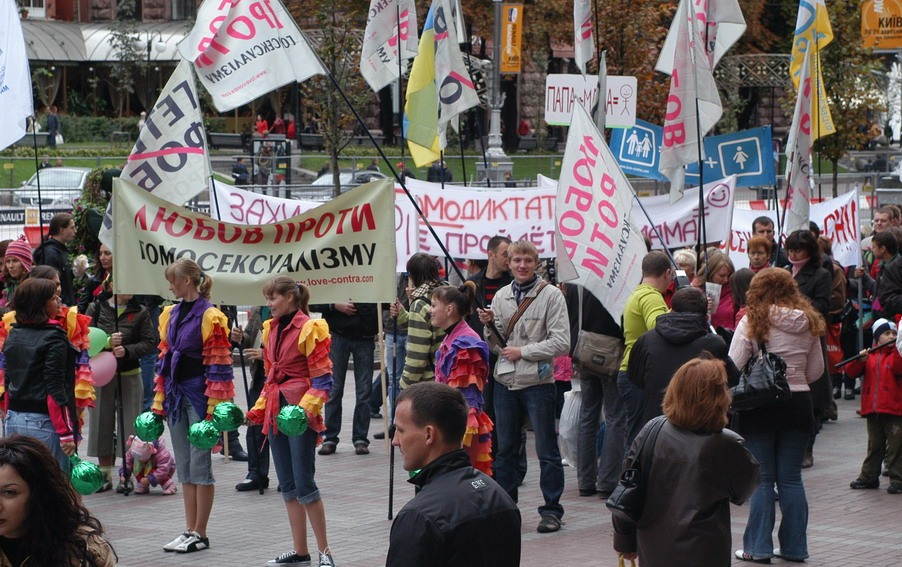
Митинг гомофобной организации «Любовь против гомосексуализма» в Киеве

Законопроекты против пропаганды гомосексуализма поддерживает также глава украинской гомофобной организации «Любовь против гомосексуализма» Руслан Кухарчук. В апреле 2009 года организацией был начат всеукраинский сбор подписей за принятие законопроекта № 8711 по запрету пропаганды гомосексуализма. К лету 2010 года было собрано более 60 тысяч подписей.
В мае 2013 года возле здания Верховной рады прошёл митинг с участием нескольких сотен человек. Митингующие выступали против принятия закона о противодействии дискриминации, запрещающего дискриминацию на рабочем месте, в том числе и по признаку сексуальной ориентации и гендерной идентичности, а также за принятие законопроекта № 8711 о запрете пропаганды гомосексуализма.
В июне 2013 года Украинская православная церковь Киевского патриархата на Поместном соборе в Киеве приняла декларацию «О негативном отношении к греху содомии (гомосексуализму), его пропаганде в обществе и так называемых однополых браках», в которой осудила пропаганду гомосексуализма. «Каждый православный христианин, кто поддерживает и одобряет „узаконение“ содомского греха, подпадает под проклятие Содома и под анафему Апостола Павла и отлучает себя от Церкви… Мы категорически против того, чтобы гомосексуальный способ жизни и поведения трактовались как естественные, нормальные и полезные для общества и личности. Мы против того, чтобы содомия пропагандировалась как вариант нормы половой жизни и чтобы государство приобщало своих граждан к однополым сексуальным отношениям», — говорится в документе.

### Критика законопроектов
В июле 2012 года, после того как законопроект № 10290 был поддержан Профильным комитетом Верховной рады, 35 депутатов Парламентской ассамблеи Совета Европы подписали декларацию, призывающую Раду отклонить этот законопроект. По их мнению, законопроект является дискриминационным по отношению к ЛГБТ, а Украина, как и все другие страны-члены Совета Европы должна принять меры для поощрения толерантности в школе, в том числе и предоставляя объективную информацию по вопросам сексуальной ориентации и гендерной идентичности.
Организация Объединённых Наций также выступила с критикой законопроекта. По мнению экспертов ООН, он противоречит ряду международных договоров, ратифицированных Украиной, а также основным принципам прав человека, закреплённым в национальном законодательстве — права на равенство и достоинство, свободу от дискриминации и свободу слова, свободу собраний и доступа к информации.
В октябре 2012 года после принятия Верховной радой законопроекта № 8711 в первом чтении международная организация Amnesty International призвала парламент не принимать законопроект во втором чтении. По мнению «Международной Амнистии», этот законопроект нарушает права ЛГБТ и ограничивает детей в их праве искать, получать, распространять любую информацию и идеи. Кроме того, организация подчёркивает, что принятие этого закона нарушает ряд международных обязательств Украины, в частности Международный пакт о гражданских и политических правах, Европейскую конвенцию о защите прав человека и основных свобод, Конвенцию о правах ребёнка, а также противоречит рекомендациям Европейского суда по правам человека и Комитета Организации Объединённых Наций по правам человека. Комиссар Совета Европы по правам человека Нилс Муйжниекс также попросил парламент Украины не принимать законопроект.
Министерство иностранных дел Украины призвало Верховною раду не принимать законопроект № 8711, а в случае его принятия в полной степени учесть интересы сексуальных меньшинств. По словам директора департамента МИДа Украины по вопросам информационной политики Олега Волошина, за данной законодательной инициативой стоит «специфическое отношение депутатов к сексуальным меньшинствам».
Экспертный совет по вопросам свободы информации и защиты конфиденциальности при Представителе Уполномоченного по вопросам доступа к публичной информации и защиты персональных данных в октябре 2012 года также потребовал от Верховной рады отклонить принятый в первом чтении законопроект № 8711, а также и другие аналогичные законопроекты по причине отсутствия чёткого определения «пропаганды гомосексуализма» и противоречия статьи 34 Конституции Украины, согласно которой ограничения свободы слова возможно только в интересах национальной безопасности, территориальной целостности или общественного порядка, а также в целях предотвращения беспорядков или преступлений, для охраны здоровья населения, для защиты репутации или прав других лиц, предотвращения разглашения информации, полученной конфиденциально, или обеспечения авторитета и беспристрастности правосудия.
Уполномоченная Верховной рады Украины по правам человека Валерия Лутковская назвала законопроект № 8711 несовершенным. По её мнению, отсутствие в документе чёткого толкования «пропаганды гомосексуализма» может привести к чрезмерному ограничению прав человека и к злоупотреблениям со стороны должностных лиц. В феврале 2013 года Лутковская во время рассмотрения законопроекта, получившего новый № 0945, в Комитете Верховной рады по вопросам свободы слова и информации на доработке ко второму чтению призвала отклонить законопроект или наложить на него вето.
По словам руководителя «Гей-Форума Украины» Святослава Шеремета, законопроекты о запрете пропаганды гомосексуализма являются проявлением недальновидности политиков, поскольку подобные законы не уничтожат самых гомосексуалов, однако сделают невозможным пропаганду безопасного секса.
В феврале 2013 года международные организации Human Rights Watch и Equal Rights Trust, а также 22 украинские неправительственные организации в совместном заявлении обратились к руководству Европейского союза с просьбой в рамках саммита Украина — ЕС выступить против гомофобных законопроектов № 0945 и № 1155 и призвать украинские власти прекратить дискриминацию ЛГБТ.